# Manica (Mosambik)
Manica ist eine Stadt der gleichnamigen Provinz Manica in Mosambik.

## Geographie
Die Stadt ist ein eigenständiger Municipio im Distrikt Manica, etwa 60 Kilometer westnordwestlich der Provinzhauptstadt Chimoio und 30 Kilometer vor der Grenze zu Simbabwe.
Nördlich der Stadt liegen die bis knapp 1700 m hohen Penha-Longa-Berge. Bei Chinamapere gibt es Felszeichnungen. Gut 20 Kilometer auf der Nationalstraße EN6 Richtung Beira entfernt liegt das Nordufer des Stausees Chicamba.

## Bevölkerung
Manica hat 28.568 Einwohner (1997).

## Persönlichkeiten
- Jaime Pedro Gonçalves (1936–2016), Priester und Erzbischof von Beira

## Wirtschaft und Infrastruktur
Manica ist ein wichtiger Handelsplatz mit Bahnstation.